# Hermann Harleß
Gottlieb Wilhelm August Hermann Harleß (* 19. Februar 1801 in Erlangen; † 21. September 1842 in Herford) war ein deutscher Gymnasiallehrer.

## Leben
Hermann Harleß (auch „Harless“) wurde als erster Sohn des Mediziners Christian Friedrich Harleß (1773–1853) und dessen erster Ehefrau Bettina Pfauz († 1805, Tochter des Bankiers Pfauz in Venedig und Witwe des engl. Generalkonsuls auf Zypern Michael de Vezin) geboren.
Schon im 5. Lebensjahr konnte er deutsch und lateinisch lesen, lernte mit 6 Jahren Klavier und Violine und begann mit etwa 12 Jahren zu komponieren. Vor allem im Hause seines Großvaters, des Humanisten Gottlieb Christoph Harleß († 1815) wurde sein Interesse an Altertumswissenschaften und Philologie geweckt und gefördert. Mit 9 Jahren erkrankte er an Masern mit einer Ohrentzündung, von der ihm zeitlebens Schwerhörigkeit und eine kränkliche Verfassung blieb.
Im Herbst 1815 begann er sein allgemeines Studium an der Universität Erlangen und ab 1817 das Studium der Philologie. 1818 zog die Familie nach Bonn, wo der Vater an der Gründung der dortigen Universität beteiligt war. Harleß setzte dort sein Philologiestudium fort (u. a. bei August Wilhelm Schlegel), ab 1820 auch in Leipzig (u. a. bei  Friedrich August Wilhelm Spohn) und legte 1821 in Halle (Saale) seine Dissertation „De Epicharmo“ zur Erlangung des Doktorgrades vor.
1822 nahm er eine Stelle als Prorektor am Gymnasium Herford an, wo er 1825 Vizerektor wurde. 1826 heiratete er die Tochter des schon verstorbenen Apothekers Biermann aus Bünde, mit der er drei Kinder hatte.
Im Jahre 1828 wurde sein Stiefbruder Woldemar Harleß aus zweiter Ehe des Vaters geboren.
Ende August 1842 erkrankte Harleß an Abdominaltyphus und starb innerhalb von vier Wochen. Sein Vater überlebte ihn um 11 Jahre und schrieb das Leben seines Sohnes auf, das er 1844 veröffentlichte.

## Schriften (Auswahl)
- De Epicharmo (Essen 1822, Inaugural-Dissertation)
- Commentatio de historia Graecorum et Romanorum litteraria in scholis docenda (1825) Digitalisat
- Lincamenta historicae literaturae Graecorum et Romanorum, in usum scholarum (Lemgo 1827)
- Quaestiunculae criticae in Plutarchum et Platonem (1829) Digitalisat
- Die höhere Humanitätsbildung in ihren Hauptstufen (1829)
- De primis Boeotiae incolis quibusdam vere graecis commentatio (1833) Digitalisat
- Die Bildung zur deutschen Sprache und Rede, und zum Ausdruck des selbstständigen Denkens (Bielefeld 1836, 142 S.)
- Die Ackergesetzgebung Julius Caesar’s, im Zusammenhang mit den vorausgegangenen Rogationen (Bielefeld 1841) Digitalisat